# Абулгазі
Абулгазі (1603 — 1663) — хан Хіви, історик.

## Життєпис
Походив з роду Арабшахів, гілки Шибанідів. Син Араб Мухаммад-хана Народився і жив в Ургенчі. У 1622—1623 роках діяв на боці батька проти братів Ільбарса і Хабаша. 1624 року після сходження наттрон брата Ісфандіяр-хана I. 1625 року разом з братом Шариф-султана виступив проти хана. 1627 року втік до казахів. 1628 року потрапив уполон до Ісфандіяр-хана I, який відправив Абулгазі заручником до перського шаха Сефі I.
В 1643 року після смерті Ісфандіяр-хана I аральські узбеки оголосили його ханом і після запеклої міжусобної боротьби він став ханом Хіви. Вів тривалу жорстоку боротьбу з туркменами, калмиками та Бухарським ханством за зміцнення своєї влади. В 1663 передав правління сину Ануші.
Провів реформу, відповідно до якої узбецькі племена ханства поділялися на 4 родоплемінні об'єднання (тупі). Було сформовано своєрідний табель про ранги, відповідно до якого представники різних племінних еліт залучалися до державного управління за допомогою призначення 360 з них на офіційні посади, зокрема 32 отримували фіксовані позиції у вищій придворній ієрархії. Також розпочато було масштабні заходи щодо відновлення іригаційної мережі (відновлення каналів Шахабад, Ярмиш, Газіабад), переселення жителів Старого Ургенча, який потерпав через маловоддя, до Нового Ургенчу.

## Творчість
Абулгазі — автор двох історичних праць «Родослівна туркменів» і «Родослівне дерево тюрків», які містять цінні відомості з історії туркменів, узбеків, каракалпаків, казахів, а також багато народних легенд, переказів, прислів'їв та приказок.

## Пам'ять
На його честь названо астероїд 16413 Абулгазі.